# بول بوريل
بول باريل (بالإنجليزية: Paul Burrell)‏ (6 يونيو 1958-) هو عميل سابق للأسرة الملكية البريطانية. وكان حارسًا شخصيًا للملكة اليزابيث الثانية أولًا ثم للأميرة ديانا أميرة ويلز. منذ وفاة الأميرة في عام 1997، ظهر باريل في وسائل الإعلام، بشكل بارز.

## وفاة الأميرة ديانا
بحكم عمله في خدمة الأميرة ديانا حتى آخر لحظات وفاتها، في اعتبر شاهد وحيد على حياتها وتفاصيل نهاية حياتها.

## أوسمة
مُنح وسام باريل الفيكتوري الملكي في نوفمبر تشرين الثاني عام 1997 لخدمات للعائلة المالكة.